# Урожайный (Челябинская область)
Урожа́йный — посёлок в Агаповском районе Челябинской области. Входит в состав Буранного сельского поселения.

## География
Посёлок находится в юго-западной части Челябинской области, в степной зоне, на правом берегу реки Сухая Речка (приток реки Урал), на расстоянии 17 км (по прямой) к северо-востоку от села Агаповка, административного центра района. Абсолютная высота — 397 м  над уровнем моря.

### Часовой пояс
Посёлок Урожайный, как и вся Челябинская область, находится в часовой зоне МСК+2. Смещение применяемого времени относительно UTC составляет +5:00.

## Население
| 1970 | 1995 | 2002 | 2010 |
| ---- | ---- | ---- | ---- |
| 347  | ↘261 | ↗297 | ↗326 |

### Гендерный состав
По данным Всероссийской переписи населения 2010 года, в гендерной структуре населения мужчины составляли 47,2 %, женщины — 52,8 %.

### Национальный состав
Согласно результатам переписи 2002 года, в национальной структуре населения русские составляли 77 %.

## Улицы
Уличная сеть посёлка состоит из двух улиц (Зелёная и Нижняя).

## Инфраструктура
В посёлке функционируют детский сад, фельдшерско-акушерский пункт, клуб.